# Max Brannslokker
Maksims Vasilevskis, meglio noto come Max Brannslokker (...), è un disc jockey lettone.
La sua canzone Stropharia è stata inserita nella colonna sonora del videogioco Grand Theft Auto: Chinatown Wars.